# Суэзи (лунный кратер)
Кратер Суэзи (лат. Swasey) — небольшой ударный кратер в области юго-восточного побережья Моря Смита в экваториальной области видимой стороны Луны. Название присвоено в честь американского изобретателя Эмброза Суэзи (1846—1937) и утверждено Международным астрономическим союзом в 1976 г. 

## Описание кратера

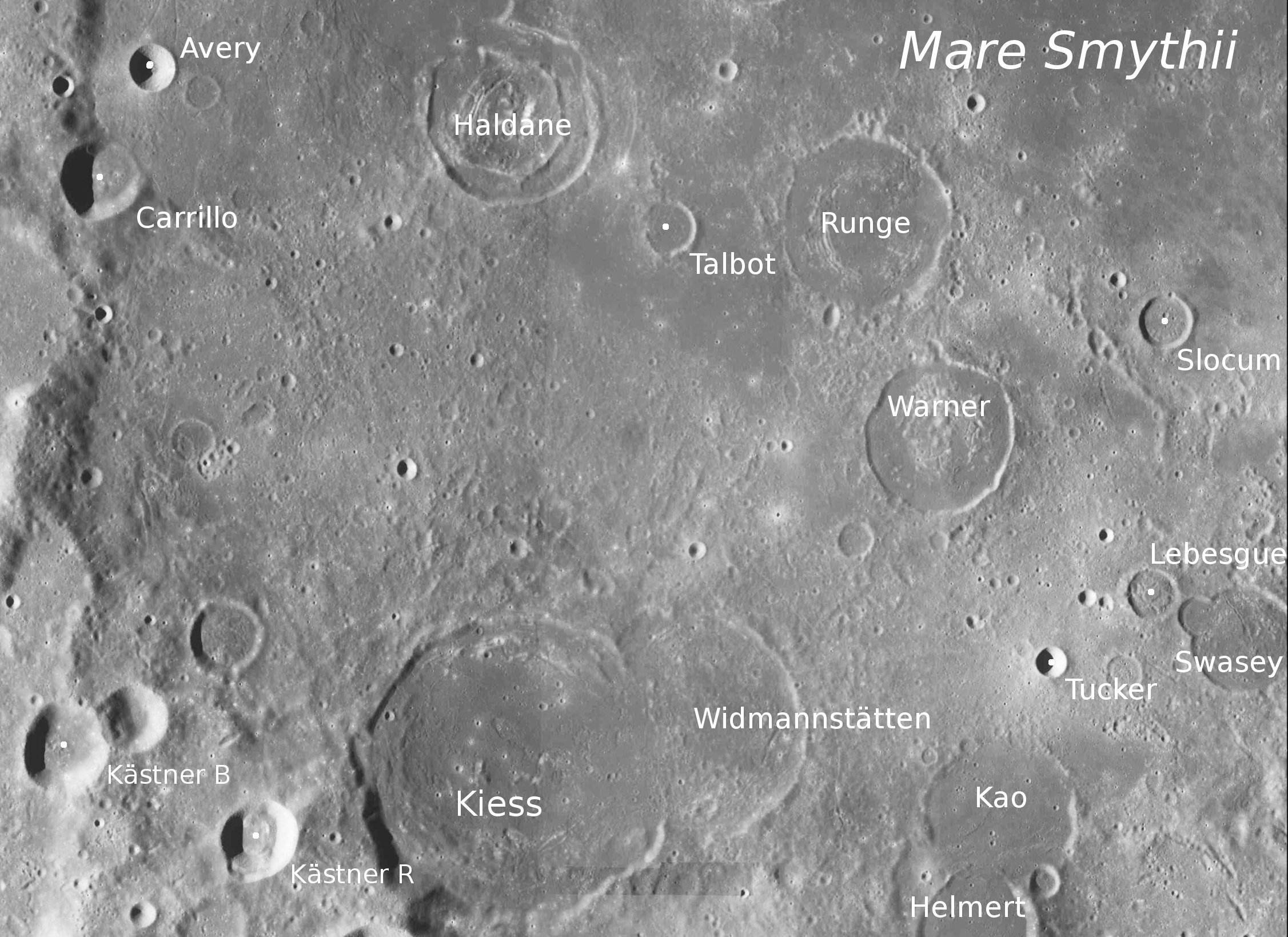
Окрестности кратера Суэзи. Снимок зонда Lunar Reconnaissance Orbiter.

Ближайшими соседями кратера Суэзи являются кратер Такер на западе; кратер Лебег на северо-западе; кратер Юм на северо-востоке; кратер Хираяма на востоке и кратер Као на юго-западе. Селенографические координаты центра кратера 5°28′ ю. ш. 89°40′ в. д. / 5,46° ю. ш. 89,67° в. д., диаметр 24,9 км, глубина 450 м.
Кратер Суэзи имеет циркулярную форму и затоплен лавой над поверхностью которой выступает узкая вершина вала. С северо-западной стороны к кратеру Суэзи примыкает небольшой безымянный кратер, участок вала в месте примыкания этого кратера полностью разрушен. Дно чаши кратера выровнено лавой, не имеет приметных структур. 

## Сателлитные кратеры
Отсутствуют.

## См.также
- Список кратеров на Луне
- Лунный кратер
- Морфологический каталог кратеров Луны
- Планетная номенклатура
- Селенография
- Минералогия Луны
- Геология Луны
- Поздняя тяжёлая бомбардировка